# Marion Township (Clinton County, Ohio)
Marion Township ist eines von 13 Townships des Clinton Countys im US-Bundesstaat Ohio. Nach der Volkszählung im Jahr 2000 waren hier 5489 Einwohner registriert.

## Geografie
Marion Township liegt im äußersten Südwesten des Clinton Countys im mittleren Südwesten von Ohio und grenzt im Uhrzeigersinn an die Townships: Vernon Township, Washington Township, Jefferson Township, Perry Township im Brown County, Wayne Township im Clermont County und Harlan Township im Warren County.

## Verwaltung
Das Township wird durch ein Board of Trustees, bestehend aus drei gewählten Mitgliedern, verwaltet. Zwei Personen werden jeweils im Jahr nach der Präsidentschaftswahl gewählt und eine jeweils im Jahr davor. Die Amtszeit dauert in der Regel vier Jahre und beginnt jeweils am 1. Januar. Daneben gibt es noch einen Township Clerk (zuständig für Finanzen und Budget), der ebenfalls im Jahr vor der Präsidentschaftswahl auf eine vierjährige Amtszeit gewählt wird. Dessen Amtszeit beginnt jeweils am 1. April.